# Robert Hägg
Robert Pär Marcus Hägg (* 8. Februar 1995 in Uppsala) ist ein schwedischer Eishockeyspieler, der seit Juli 2024 bei den Vegas Golden Knights in der National Hockey League unter Vertrag steht und parallel für deren Farmteam, die Henderson Silver Knights, in der American Hockey League zum Einsatz kommt. Zuvor verbrachte der Verteidiger sieben Jahre in der Organisation der Philadelphia Flyers und spielte kurzzeitig für die Buffalo Sabres, Florida Panthers, Detroit Red Wings und Anaheim Ducks.

## Karriere
Robert Hägg spielte in seiner Jugend für den Gimo IF in der viertklassigen Division 2, bevor er die Saison 2010/11 teilweise beim Tierps HK in der Division 1 sowie in der Jugendabteilung von MODO Hockey verbrachte. Im Jahr darauf war der Abwehrspieler bereits hauptsächlich für die J20 von MODO in der J20 SuperElit aktiv, der ranghöchsten Juniorenliga Schwedens. Dort fungierte er mit Beginn der Spielzeit 2012/13 als Mannschaftskapitän und kam in 28 Spielen auf 24 Scorerpunkte, während er parallel dazu im Profibereich von MODO debütierte und 27 Einsätze in der Elitserien verbuchte. In der Folge wurde der Schwede im NHL Entry Draft 2013 an 41. Position von den Philadelphia Flyers ausgewählt, kehrte jedoch vorerst für ein weiteres Jahr in die nun umbenannte Svenska Hockeyligan (SHL) zurück. Schließlich unterzeichnete Hägg im März 2014 einen Einstiegsvertrag bei den Philadelphia Flyers und wurde in der Folge bis zum Saisonende bei deren Farmteam, den Adirondack Phantoms, in der American Hockey League (AHL) eingesetzt.
Mit Beginn der Spielzeit 2014/15 spielte der Verteidiger weiterhin in der AHL, beim neuen Farmteam der Flyers, den Lehigh Valley Phantoms. Nach insgesamt drei kompletten Saisons in der Minor League gab er schließlich im April 2017 sein Debüt für die Flyers in der National Hockey League (NHL). Anschließend erarbeitete sich Hägg in der folgenden off-season einen Stammplatz im NHL-Aufgebot Philadelphias und kam dort seither regelmäßig zum Einsatz.
Nach sieben Jahren in der Organisation der Flyers wurde Hägg im Juli 2021 samt einem Erstrunden-Wahlrecht für den NHL Entry Draft 2021 sowie einem Zweitrunden-Wahlrecht für den NHL Entry Draft 2023 an die Buffalo Sabres abgegeben. Im Gegenzug erhielt Philadelphia Rasmus Ristolainen. In Buffalo spielte der Schwede allerdings nur bis März 2022, als er im Tausch für ein Sechstrunden-Wahlrecht im NHL Entry Draft 2022 an die Florida Panthers abgegeben wurde. Dort beendete er die Saison 2021/22 und wechselte anschließend als Free Agent zu den Detroit Red Wings, ebenso wie im Juli 2023 zu den Anaheim Ducks und im Juli 2024 zu den Vegas Golden Knights.

### International
Auf internationalem Niveau debütierte Hägg bei der World U-17 Hockey Challenge 2012, bevor er mit den Tre Kronor wenig später die Bronzemedaille beim Ivan Hlinka Memorial Tournament 2012 gewann. Anschließend vertrat er sein Heimatland bei der U18-Weltmeisterschaft 2013 sowie bei den U20-Weltmeisterschaften 2013, 2014 und 2015, wobei die schwedische U20-Nationalmannschaft 2013 und 2014 die Silbermedaille errang.

## Erfolge und Auszeichnungen
- 2012 Bronzemedaille beim Ivan Hlinka Memorial Tournament
- 2013 Silbermedaille bei der U20-Weltmeisterschaft
- 2014 Silbermedaille bei der U20-Weltmeisterschaft

## Karrierestatistik
Stand: Ende der Saison 2024/25

### International
Vertrat Schweden bei:
| - World U-17 Hockey Challenge 2012 - Ivan Hlinka Memorial Tournament 2012 - U20-Junioren-Weltmeisterschaft 2013 - U18-Junioren-Weltmeisterschaft 2013 | - U20-Junioren-Weltmeisterschaft 2014 - U20-Junioren-Weltmeisterschaft 2015 - Weltmeisterschaft 2019 |

(Legende zur Spielerstatistik: Sp oder GP = absolvierte Spiele; T oder G = erzielte Tore; V oder A = erzielte Assists; Pkt oder Pts = erzielte Scorerpunkte; SM oder PIM = erhaltene Strafminuten; +/− = Plus/Minus-Bilanz; PP = erzielte Überzahltore; SH = erzielte Unterzahltore; GW = erzielte Siegtore; 1 Play-downs/Relegation; Kursiv: Statistik nicht vollständig)

## Persönliches
Sein Bruder Christian Hägg ist ebenfalls Eishockeyspieler, kam allerdings bisher nicht über die zweitklassige Allsvenskan hinaus.